# صدا و سیمای اردبیل
صدا و سیمای مرکز اردبیل یکی از مراکز استانی صداوسیمای جمهوری اسلامی ایران است که به مردم استان اردبیل اختصاص دارد. شبکه سبلان، رادیو اردبیل و رادیو آران در این مرکز مستقرند و همه‌روزه برنامه‌های متعددی را به دو زبان ترکی آذربایجانی و فارسی پخش می‌نمایند.

## موقعیت
ساختمان اصلی صداوسیمای مرکزاردبیل در انتهای بلوار جام جم که نقطه پایان شهر اردبیل و شروع بزرگراه اردبیل-آستارا محسوب می‌شود واقع شده‌است. این ساختمان در همسایگی اداره کل منابع طبیعی و تیپ یکم حضرت عباس سپاه پاسداران انقلاب اسلامی قرار گرفته‌است.

## برنامه‌ها
شبکهٔ استانی سیمای مرکز اردبیل، روزانه ۳ بار در ساعت‌های۱۷:۰۰، 20:00 و ۲۳:۰۰ خبر پخش می‌کند که اخبار ساعت ۲۳روزبعدساعت۹:۳۰صبح، بازپخش می‌شود.
برنامهٔ شبانگاهی یا در اصطلاح ترکی آذربایجانی «گئجه‌لر» از پرمخاطب‌ترین برنامه‌های این مرکز است که تاکنون با آیتم‌های مختلفی تولید و به صورت زنده پخش شده‌است و معمولاً از ساعت ۲۲ الی۲۲:۵۰ادامه دارد.
تولید و پخش نماهنگ‌هایی به زبان‌های فارسی و ترکی و با محتوای فرهنگ محلی و سیاسی و اجتماعی روز، یکی از نقاط قوت صداوسیمای مرکز اردبیل محسوب می‌شود و باعث استقبال مردم از این نماهنگ‌ها و همچنین جذب عناوین برتر در جشنواره‌های استانی و ملی می‌گردد.
ازدیگربرنامه‌های تولیدی درحال پخش این شبکه می‌توان به ائویم قراریم، ساغ یاشا، مسابقه تلفنی چرتکه، جهادکشاورزی، سوهدیه سی، ورزش تلاش نشاط، تزه گون، تزه یول، درشهر، دراستان، شهریمیز، گفتگوی ویژه، دانیشیق، دعوت، اوباشدانلیق، حسین عاشیقلری، انقلابیمیز، اوشاقلارسلام، اوجالیق، اقتصادیمیز، کندحیاتی، یاشاییش، یازنغمه سی، هلال سبلان وپنجره اشاره کرد.
این شبکه همچنین تمامی سخترانی‌های آیت الله دکترسیدحسن عاملی(نماینده ولی فقیه دراستان وامام جمعه اردبیل)راپخش می‌کند.

## افراد
مدیران این مرکز پس از انقلاب اسلامی به ترتیب آقایان علی‌اکبری، پریوند، جعفری‌نیا، غفاری آذر، بیات، نواداد، قدیمی، صادقی جهانی، مددی  و علی ملااحمدی بوده‌است. دکتر سید محسن لطیفی مجره هم‌اکنون مدیر کل صدا و سیمای استان اردبیل است.

## لوگو
لوگوی این شبکه از سه قله رشته کوه سبلان (آغلاغان داغ، سولطان ساوالان و سبلان کوچک)، دریاچه سبلان و چشم انسان تشکیل شده‌است.